# Cantón de La Désirade
El cantón de La Désirade era una división administrativa francesa, que estaba situada en el departamento de Guadalupe y la región de Guadalupe.

## Composición
El cantón estaba formado por las islas deshabitadas de Petite Terre, más la comuna que le daba su nombre:
- La Désirade

## Supresión del cantón de La Désirade
En aplicación del Decreto nº 2014-235 de 24 de febrero de 2014, el cantón de La Désirade fue suprimido el 22 de marzo de 2015 y su comuna pasó a formar parte del nuevo cantón de Saint-François.